# Czorsztyn
Czorsztyn è un comune rurale polacco del distretto di Nowy Targ, nel voivodato della Piccola Polonia.
Ricopre una superficie di 61,72 km² e nel 2004 contava 7 143 abitanti.